# François Dolez
Pour les articles homonymes, voir Famille Dolez.
François Jean Baptiste Adelaide Auguste Dolez  (Mons, 26 mars 1806 - Mons 19 juin 1883) était un avocat et homme politique belge à tendance libérale. 

## Biographie
François Dolez est le fils de l'avocat et jurisconsulte Jean-François-Joseph Dolez (1764-1834), bâtonnier du barreau de Mons, et de Marie-Adrienne-Joséphine Moreau. Frère du sénateur et ministre d'État Hubert Dolez, il épouse le 12 mai 1836, à Tournai, Hortense Boisacq.
Il fit ses études au Collège de Mons et à l'université de Liège, et fut diplômé à l'Université d'État de Louvain.
Il fut d'abord avocat au barreau de Mons. Il y exerça plusieurs fois la fonction de bâtonnier. Il figure avec Auguste van Dievoet, Auguste Orts, puis Pierre Sanfourche-Laporte parmi les plus brillants avocats en Cour de cassation de son temps.
En politique, François Dolez fut échevin et bourgmestre de Mons de 1866 à 1879. Sous son mandat, il transforma la ville en planifiant la démolition des anciennes fortifications et la construction d’une partie des boulevards actuels. Il fit détourner la Trouille et fit introduire la distribution d'eau.
François Dolez fut également sénateur libéral belge.

## Carrière politique

### Niveau local
- Conseiller communal à Mons de 1857 à 1860.
- Échevin de Mons de 1834 à 1840 et de 1860 à 1866.
- Bourgmestre de Mons de 1866 à 1879.

### Niveau national
- Sénateur pour l'arrondissement de Mons.

## Distinction
- Commandeur de l'ordre de Léopold.

## Notoriété
- Depuis 1879, un boulevard porte son nom à Mons.
- Un monument lui rend hommage au square Saint-Germain.